# Jelegong (Rancaekek)
Jelegong is een bestuurslaag in het regentschap Bandung van de provincie West-Java, Indonesië. Jelegong telt 17.561 inwoners (volkstelling 2010).